# Georgette Thiollière
Georgette Thiollière-Miller (* 7. Mai 1920 in Chamonix, Département Haute-Savoie; † 23. Januar 2010 in Los Angeles) war eine französische Skirennläuferin.

## Biografie
Thiollière debütierte 1941 als 20-Jährige auf Skiern. Vier Jahre später wurde sie als erste Frau in Frankreich als Skilehrerin diplomiert.
Erste Erfolge errang sie mit Siegen beim Grand Prix von Megève in den Jahren 1942, 1943 und 1946. In den Jahren 1942 und 1946 gewann sie die französische Meisterschaft in der Abfahrt, 1946 auch jene in der Kombination. Zusammen mit ihrer Schwester Suzanne galt sie auf heimischen Pisten als unschlagbar. International erzielte sie mit ihren Siegen in Abfahrt, Slalom und Kombination beim Harriman Cup 1947 sowie in Abfahrt und Riesenslalom der SDS-Rennen 1948 mehrere Erfolge. Bis zu deren Rücktritt hatte sie häufig gegenüber der deutschen Christl Cranz das Nachsehen. Auch ihre große Emotionalität ließen sie häufig bei wichtigen Gelegenheiten taktische Fehler machen. So landete sie 1948 bei den Olympischen Winterspielen in St. Moritz in der Abfahrt und in der Kombination abgeschlagen im hinteren Mittelfeld und konnte nur mit dem vierten Platz im Slalom ihre Klasse beweisen.
Ihre einzige internationale Medaille errang sie mit dem dritten Platz in der Abfahrt bei den Alpinen Skiweltmeisterschaften 1950 in Aspen.